# Ménil-sur-Saulx
Ménil-sur-Saulx és un municipi francès situat al departament del Mosa i a la regió del Gran Est. L'any 2007 tenia 266 habitants.

## Demografia

### Població
El 2007 la població de fet de Ménil-sur-Saulx era de 266 persones. Hi havia 96 famílies, de les quals 24 eren unipersonals (8 homes vivint sols i 16 dones vivint soles), 20 parelles sense fills, 40 parelles amb fills i 12 famílies monoparentals amb fills.
La població ha evolucionat segons el següent gràfic:
Habitants censats

### Habitatges
El 2007 hi havia 107 habitatges, 98 eren l'habitatge principal de la família, 7 eren segones residències i 2 estaven desocupats. 100 eren cases i 7 eren apartaments. Dels 98 habitatges principals, 74 estaven ocupats pels seus propietaris i 24 estaven llogats i ocupats pels llogaters; 4 tenien dues cambres, 10 en tenien tres, 32 en tenien quatre i 52 en tenien cinc o més. 81 habitatges disposaven pel capbaix d'una plaça de pàrquing. A 53 habitatges hi havia un automòbil i a 41 n'hi havia dos o més.

### Piràmide de població
La piràmide de població per edats i sexe el 2009 era:
| Homes | Edats   | Dones |
| ----- | ------- | ----- |
| 0     | 95 o +  | 0     |
| 0     | 90 a 94 | 0     |
| 0     | 85 a 89 | 0     |
| 0     | 80 a 84 | 4     |
| 0     | 75 a 79 | 4     |
| 8     | 70 a 74 | 8     |
| 12    | 65 a 69 | 12    |
| 4     | 60 a 64 | 12    |
| 8     | 55 a 59 | 0     |
| 8     | 50 a 54 | 8     |
| 8     | 45 a 49 | 20    |
| 8     | 40 a 44 | 12    |
| 12    | 35 a 39 | 8     |
| 8     | 30 a 34 | 0     |
| 16    | 25 a 29 | 8     |
| 12    | 20 a 24 | 12    |
| 12    | 15 a 19 | 4     |
| 24    | 10 a 14 | 8     |
| 4     | 5 a 9   | 4     |
| 4     | 0 a 4   | 12    |

## Economia
El 2007 la població en edat de treballar era de 163 persones, 119 eren actives i 44 eren inactives. De les 119 persones actives 114 estaven ocupades (65 homes i 49 dones) i 5 estaven aturades (5 dones i 5 dones). De les 44 persones inactives 12 estaven jubilades, 16 estaven estudiant i 16 estaven classificades com a «altres inactius».

### Ingressos
El 2009 a Ménil-sur-Saulx hi havia 94 unitats fiscals que integraven 245,5 persones, la mediana anual d'ingressos fiscals per persona era de 16.740 €.

### Activitats econòmiques
Dels 5 establiments que hi havia el 2007, 2 eren d'empreses de comerç i reparació d'automòbils, 1 d'una empresa de transport i 2 d'empreses de serveis.
L'únic servei als particulars que hi havia el 2009 era un taller de reparació d'automòbils i de material agrícola.
L'any 2000 a Ménil-sur-Saulx hi havia 6 explotacions agrícoles que ocupaven un total de 852 hectàrees.

## Equipaments sanitaris i escolars
El 2009 hi havia una escola elemental integrada dins d'un grup escolar amb les comunes properes formant una escola dispersa.

## Poblacions més properes
El següent diagrama mostra les poblacions més properes.